# 阿拉努卡環礁
阿拉努卡環礁是太平洋島國基里巴斯的環礁，屬於吉爾伯特群島的一部分，由2個島嶼組成，面積15.5平方公里，島上有椰子樹，人口852。